# Сем і Кет
Сем і Кет (англ. Sam & Cat) — американський ситком телеканалу Nickelodeon, спін-оф телесеріалів «АйКарлі» і «Вікторія-переможниця», який розповідає про життя двох подруг, Сем Паккет і Кет Валентайн. Перші 20 серій були зняті 29 листопада 2012 року, зйомки продовжили в 2013 році. Прем'єра відбулася 8 червня 2013 року.
17 липня 2014 року в США була показана остання 35 серія, 1 сезону. Nickelodeon скасував зйомки нового сезону телесеріалу.

## В ролях
- Дженнет Маккарді — Саманта «Сем» Пакетт. Агресивна дівчина, що приїхала в Лос-Анджелес, після того як її найкраща подруга Карлі Шей поїхала з батьком до Італії. Врятувала Кет Валентайн від сміттєвоза. Після цього дівчата подружилися, стали сусідками й почали працювати няньками. Сем має мотоцикл, любить темні тони, ненавидить працювати, іноді обводить Кет навколо пальця й обожнює курячі крильця.
- Аріана Ґранде — Катріна «Кет» Валентайн. Наївна, добра дівчина, має грайливий характер. Якщо її налякати, вона непритомніє. Вважає, що прізвище Сем не Пакетт, а Паккл. Після того, як Нона переїхала до будинку літніх людей, Сем стає сусідкою Кет.
- Камерон Оказіо — Дайс. Сусід і друг Сем і Кет. Живе зі своєю матір'ю і божевільною тіткою Ферджін. Вуличний торговець. Є менеджером і найкращим другом бійця змішаних мистецтв Гумера. Любить грати в покер.
- Зоран Корача — Гумер, 27-річний боєць змішаних мистецтв. Друг Дайса, Сем і Кет.
- Марі Чітхем — Нона Валентайн, бабуся Кет.
- Ден Шнайдер — Тенді, червоний робот, що працює в ресторані «Боти».
- Дженнет Маккарді — Мелані Паккет, сестра-близнюк Сем Паккет. Повна протилежність Сем.

## Виробництво

### Розробка
У серпні 2012 року Nickelodeon оголосили, що Ден Шнайдер, режисер й продюсер телесеріалів «АйКарлі» і «Вікторія-переможниця», зробить спін-офф обох шоу під назвою Сем і Кет (англ. Sam & Cat) і замовив пілотний епізод. У листопаді було знято 20 епізодів, а прем'єра була запланована на 2013 рік. Виробництво почалося в січні 2013 року, а 8 червня 2013 року прем'єра «Сем і Кет» відбулася в США. Через кілька тижнів, 11 липня, Nickelodeon подвоїв замовлення першого сезону з 20 епізодів до 40. Зйомки повинні були відновитися на початку вересня 2013 року, щоб закінчити роботу над другою половиною першого сезону.
Шнайдер спочатку мав на меті зробити прем'єру 23 березня 2013 року, після премії Kids Choice Awards; однак Nickelodeon мав намір, щоб шоу дебютувало восени. 18 квітня 2013 року дві зірки шоу Дженнет Маккарді та Аріана Гранде через Twitter оголосили, що його прем'єра запланована на червень.

### Скасування зйомок
2 квітня 2014 року Nickelodeon оголосили, що зйомки серіалу на паузі. Хоча вони наполягали на тому, що серіал не був скасований, багато хто припустив, що це так. Це було пов'язано з чутками про суперечку між МакКерді та командою, зростаючою музичною кар'єрою Гранде та бажаннями обох актрис перейти до інших проектів. 13 липня 2014 року було оголошено, що останній епізод буде мати назву «#GettinWiggy».

### Суперечки
У березні 2014 року Дженнет Маккарді стала об'єктом скандалу після витоку фотографій, де дівчина роздягається. Акторка була відсутня на Nickelodeon Kids 'Choice Awards 2014 року, де серіал виграв в номінації «Улюблене шоу», а Аріана Гранде в номінації «Улюблена актриса». Маккерді стверджувала, що Nickelodeon поводилася з нею несправедливо, і це було єдиною причиною її неявки на церемонію нагородження.
2 квітня 2014 року, незважаючи на повідомлення про другий сезон і з чотирма епізодами, які ще не були випущені, Nickelodeon раптово поставив серіал на паузу. Ходили чутки, що Маккарді і Гранде мали проблеми з командою через свою зарплату, а Маккарді навіть звинуватила Nickelodeon в тому, що вони заплатили Гранде більше грошей. Пізніше Аріана звернулася до фанів у соціальних мережах, щоб спростувати звинувачення. Команда, що працювала над серіалом пояснила, що перерва у зйомках була запланована, а серіал не був скасований. Однак через три місяці, 13 липня 2014 року, Nickelodeon оголосили, що продовження серіалу не буде. 
Протягом декількох місяців в мережі було багато чуток про ворожнечу між Гранде і Маккарді, яка продовжилася після скасування серіалу. Однак Дженнет заявила в інтерв'ю E! Online:
|  | Я просто відчуваю, що Аріана і я були надзвичайно близькими й навіть однодумцями в багатьох речах, але потім, після скачування шоу, всі хотіли знайти якийсь прихований сенс в наших відносинах. Вона знає мене так добре, як знаю її добре я, і мені жаль, що певні речі були неправильно витлумачені. |

## Трансляції серіалу
Серіал виходив на Nickelodeon по всьому світу. Прем'єра відбулася в Канаді 12 серпня 2013 року на YTV і 7 вересня 2013 року на оригінальному каналі. 14 жовтня 2013 року прем'єра відбулася  у Великій Британії та Ірландії й 7 жовтня 2013 року та 11 жовтня 2013 року в Новій Зеландії та Австралії відповідно. У Південно-Східній Азії він почав виходити в ефір з 19 жовтня 2013 року. 
Станом на березень 2021 року серіал доступний для трансляції на Paramount+, Netflix, Showmax та NickHits.

## Сприйняття
Пілотний епізод дебютував на Nickelodeon 8 червня 2013 року для аудиторії в 4,2 мільйона глядачів. Другий епізод, через тиждень, зібрав 2,6 мільйона глядачів. Найпопулярніший епізод - "#TheKillerTunaJump: #Freddie #Jade #Robbie", який вийшов в ефір 18 січня 2014 року зібрав 4,8 мільйона глядачів; другим за кількістю переглядів епізодом є пілот (4,2 мільйона).

### Нагороди й номінації
| Рік  | Назва премії                    | Категорія (англійською)        | Результат |
| ---- | ------------------------------- | ------------------------------ | --------- |
| 2014 | Nickelodeon Kids' Choice Awards | Favorite TV Show               | Перемога  |
| 2014 | Teen Choice Awards              | Choice Comedy TV Show          | Номінація |
| 2014 | Kids' Choice Awards Colombia    | International Program Favorite | Номінація |
| 2014 | Kids' Choice Awards Mexico      | International Program Favorite | Перемога  |
| 2014 | Kids' Choice Awards Argentina   | International Program Favorite | Номінація |
| 2014 | Meus Prêmios Nick               | Favorite TV Series             | Перемога  |
| 2021 | Meus Prêmios Nick               | Favorite Nickelodeon TV Show   | Номінація |